# Jeanine Áñez
Jeanine Áñez Chávez (San Joaquín, Beni, 13 de junio de 1967) es una abogada, presentadora de televisión y política boliviana, que asumió el cargo de presidenta del Estado Plurinacional de Bolivia con carácter interino, luego de la crisis política en Bolivia de 2019, desde el 12 de noviembre de 2019 hasta el 7 de noviembre de 2020. Es la segunda mujer en la historia de Bolivia en alcanzar el cargo presidencial, después de Lidia Gueiler Tejada (1979-1980).
Antes de jurar como jefa de Estado, Áñez ocupó el cargo de segunda vicepresidenta de la Cámara de Senadores de Bolivia. Proclamándose como presidenta del Estado, tras la renuncia de todos los que le antecedieron en el orden de sucesión presidencial. Su ascensión fue avalada formalmente por medio de un comunicado del Tribunal Constitucional Plurinacional dos días después de la renuncia de Evo Morales, declarando que la misma se concretó ipso facto, de conformidad con lo establecido por la Declaración Constitucional 0003/01 del 31 de julio de 2001. Comunicado que luego el Tribunal desconoció tras el retorno del MAS, y que argumentaron que solo las sentencias emitidas por el órgano tienen validez legal. Su mandato terminó el 7 de noviembre de 2020, dejando a cargo de la Asamblea Legislativa la transferencia del mando a Luis Arce Catacora.
El 10 de junio de 2022 fue sentenciada a 10 años de prisión por los delitos de «incumplimiento de deberes» y «resoluciones contrarias a la Constitución» por el Tribunal Primero de Sentencia Anticorrupción de La Paz.

## Biografía
Jeanine Áñez nació el 13 de junio de 1967 en la población de San Joaquín en el Departamento del Beni. Sus padres fueron profesores, siendo ella la última hija de un total de siete hijos del matrimonio.
Comenzó sus estudios escolares en 1972, en una escuela rural denominada "21 de agosto" de formación solo para niñas. Su madre llegaría a ser directora de esta pequeña unidad educativa. Se graduó como bachiller en 1984 del Colegio "Capitán Horacio Vásquez Sánchez" de su localidad natal.
En 1985, Jeanine Áñez se trasladó a vivir a la ciudad de La Paz. Allí, Áñez ingresó inicialmente a estudiar cursos de secretariado en el Bolivian Institute y luego en el Instituto Abraham Lincoln. En 1988, se trasladó a vivir a la ciudad de Santa Cruz de la Sierra donde completó su formación técnica, pasando cursos de computación y también de inglés. En aquella ciudad conocería al abogado beniano Tadeo Ribera Bruckner (1960-2020) quien sería su primer esposo y con el cual tendría a sus dos únicos hijos; Carolina (1990) y José Armando (1995).
En 1990, Jeanine Áñez junto a su esposo decidieron trasladarse a vivir a la ciudad de Trinidad, donde establecerían su familia y donde también nacerían sus dos hijos. Ya en aquella ciudad, la entonces joven pareja emprendió un negocio abriendo su propio 
restaurante familiar y durante la década de 1990 Jeanine Áñez ingresaría a estudiar en la Facultad de Ciencias Jurídicas, Políticas y Sociales de la Universidad Autónoma del Beni "José Ballivián" (UABJB), titulándose años después como abogada de profesión en Ciencias Jurídicas y Derecho en 1997.
En 1993, su esposo ingresó a la política como concejal del municipio de Trinidad en representación del partido Unidad Cívica Solidaridad (UCS), perteneciente en ese entonces al líder político Max Fernández Rojas. En las elecciones municipales de diciembre de 1995, Tadeo logró salir elegido como alcalde de la ciudad de Trinidad para el periodo 1996-2000 nuevamente representando a la UCS.
Durante su vida laboral, Áñez se ha desempeñado como directora y presentadora de televisión en Totalvisión y como miembro del Comité Ejecutivo Nacional del Movimiento Demócrata Social (MDS).

### Carrera política

#### Asambleísta Constituyente (2006-2008)
El ingreso de Jeanine Áñez a la política boliviana comenzaría a partir de 2006 cuando en el mes de julio de ese mismo año participa en las elecciones para asambleístas constituyentes que tendrían como objetivo redactar la nueva Constitución Política del Estado de Bolivia. Con treinta y nueve años de edad, Jeanine Áñez logró salir elegida como asambleísta constituyente uninominal por la Circunscripción 61 en representación del partido Poder Democrático Social (PODEMOS), el que era liderado en ese entonces a nivel nacional por el líder político y expresidente Jorge Tuto Quiroga Ramírez. Durante el tiempo que estuvo como asambleísta constituyente (2006-2007), Jeanine Áñez se encontraba viviendo en la ciudad de Sucre, en donde formó parte de la comisión de organización y estructura del nuevo Estado, trabajando también en la parte del Poder Judicial. Tras la conclusión de la Asamblea Constituyente retornó a su programa de televisión en la ciudad de Trinidad pero la política la volvería a llamar nuevamente de regreso.

#### Senadora de Bolivia (2010-2015)
En diciembre de 2009, Jeanine Áñez participó en las elecciones nacionales de ese año, en donde logró salir elegida como senadora por el Departamento del Beni en representación de la alianza política Plan Progreso para Bolivia-Convergencia Nacional (PPB-CN), la que estaba liderada en ese entonces a nivel nacional por el líder político Manfred Reyes Villa. Áñez fue senadora en la Asamblea Legislativa Plurinacional desde el año 2010 hasta 2015.

#### Senadora de Bolivia (2015-2019)
En octubre de 2014, Áñez participa nuevamente en las elecciones nacionales de ese mismo año, logrando también salir elegida otra vez como senadora por el Departamento del Beni en representación de la alianza política Unidad Demócrata (UD), la que estaba liderada en ese entonces a nivel nacional por el líder político Samuel Doria Medina. A pesar de que el periodo legislativo de Jeanine Añez terminaba oficialmente el año 2020, Áñez tuvo que renunciar a su cargo en noviembre de 2019 para asumir la Presidencia de Bolivia. 
Su intensa y constante vida política trajo como consecuencia que Jeanine Áñez llegara a divorciarse de su primer esposo Tadeo Ribera Bruckner, exalcalde de la ciudad de Trinidad (1996-2000). Tiempo después conocería a su segunda pareja de nacionalidad colombiana, Héctor Hernando Hincapié Carvajal. El 29 de enero de 2020, falleció en la ciudad de Santa Cruz de la Sierra su exesposo Tadeo Ribera a los sesenta años de edad, víctima de cáncer.

#### Candidatura a la presidencia (2020)

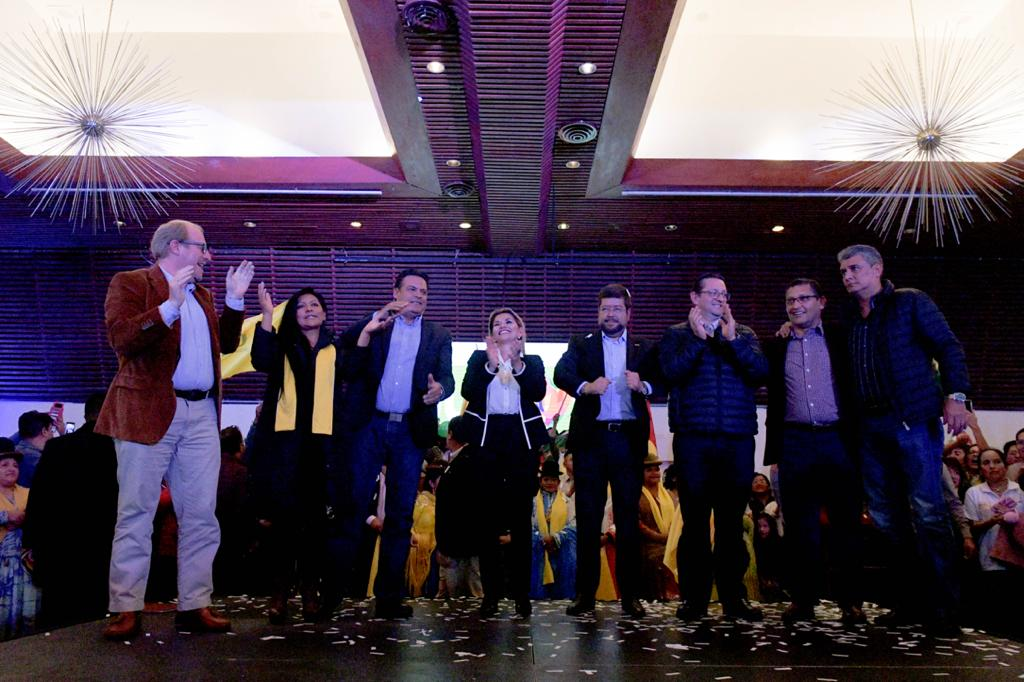
Añez anunciando su candidatura presidencial con la alianza política «Juntos», un grupo conformado por su partido, el Movimiento Demócrata Social; Unidad Nacional de Doria Medina; Soberanía y Libertad, del alcalde de La Paz Luis Revilla; Todos, del gobernador de Tarija Adrián Oliva; y otras dos agrupaciones.

Tras la crisis política de 2019, y la asunción de su gobierno transitorio, en un inicio había anunciado que no aspiraría a ser candidata, que su gobierno solo sería transitorio y que su única tarea sería llamar a elecciones presidenciales; sin embargo, con el crecimiento de su popularidad anunció que se postularía a la presidencia en las elecciones de 2020  con la alianza política «Juntos», situándose en las encuestas como la segunda favorita detrás de Luis Arce, candidato de Movimiento al Socialismo (MAS) y exministro de Evo Morales. Sin embargo, tras descubrirse escándalos de corrupción de su gobierno durante la pandemia de COVID-19, ocasionó la caída de su imagen descendiendo al cuarto puesto, dejándola detrás de Luis Arce, Carlos Mesa y Luis Fernando Camacho.
La posibilidad del retorno al poder del Movimiento al Socialismo aumentó la presión para que los candidatos no dispersen el voto, pese a que los detractores del partido de Morales insistieron en la conformación de un "frente único" para estas elecciones, al final fueron siete los postulantes que se presentaron para combatir en las urnas un posible retorno del evismo. De manera paradójica, durante buena parte de la campaña se lanzaron dardos entre ellos dejando de lado al favorito a Luis Arce. Hasta el último momento, Áñez intentó sobrepasar a Mesa y posicionarse en el segundo lugar de la preferencia, pero no lo logró, motivo por el cual anunció la renuncia de su candidatura con el fin de «evitar dispersar el voto del bloque opositor al anti-MAS».

#### Candidatura a la gobernación de Beni (2021)
El 27 de diciembre de 2020 renunció a su partido Movimiento Demócrata Social (MDS o Demócratas) y al día siguiente, la alianza política «Ahora» la presentó como candidata por su alianza a la gobernación del departamento del Beni. Sin embargo, ya el 7 de marzo de 2021, el candidato por el Movimiento Tercer Sistema (MTS), Alejandro Unzueta, ganó las elecciones subnacionales en ese departamento con el 41.79 % de la votación, en segundo puesto quedó el candidato por el Movimiento Al Socialismo (MAS) con un 22.21 %, y en tercer puesto Jeanine Añez con el 13.29 % de los votos.

## Presidencia de Bolivia
El 11 de noviembre de 2019, tras las renuncias del presidente Evo Morales, del vicepresidente Álvaro García Linera, de la presidenta del Senado Adriana Salvatierra y del presidente de la Cámara de Diputados Víctor Borda, Jeanine Áñez anunció que estaría dispuesta a asumir provisionalmente la presidencia del país, siguiendo el orden de sucesión para convocar nuevas elecciones de acuerdo con la línea de sucesión constitucional del país.
Para asumir oficialmente la presidencia del Senado requería los votos de la mayoría en manos del Movimiento al Socialismo, antes de convocar a una sesión bicameral en la que juraría a la jefatura interina y de transición del Estado.

### Asunción al cargo
El 12 de noviembre de 2019, en una corta sesión legislativa Áñez fue proclamada presidente del Estado, alegando sucesión constitucional por el abandono que hacen del territorio el titular y su vicepresidente; así como la renuncia pública de los sucesores inmediatos, basándose en un pronunciamiento de ese mismo día que el Tribunal Constitucional emitió a favor de la «inmediatez» de la sucesión constitucional: sin necesidad de recurrir a ley alguna ni resolución del Legislativo. Áñez obtuvo el voto favorable de los partidos opositores: apenas una tercera parte del Parlamento, mientras que el Movimiento al Socialismo, en una maniobra por retener la presidencia del Estado, no participó en la votación, rechazando la sucesión.

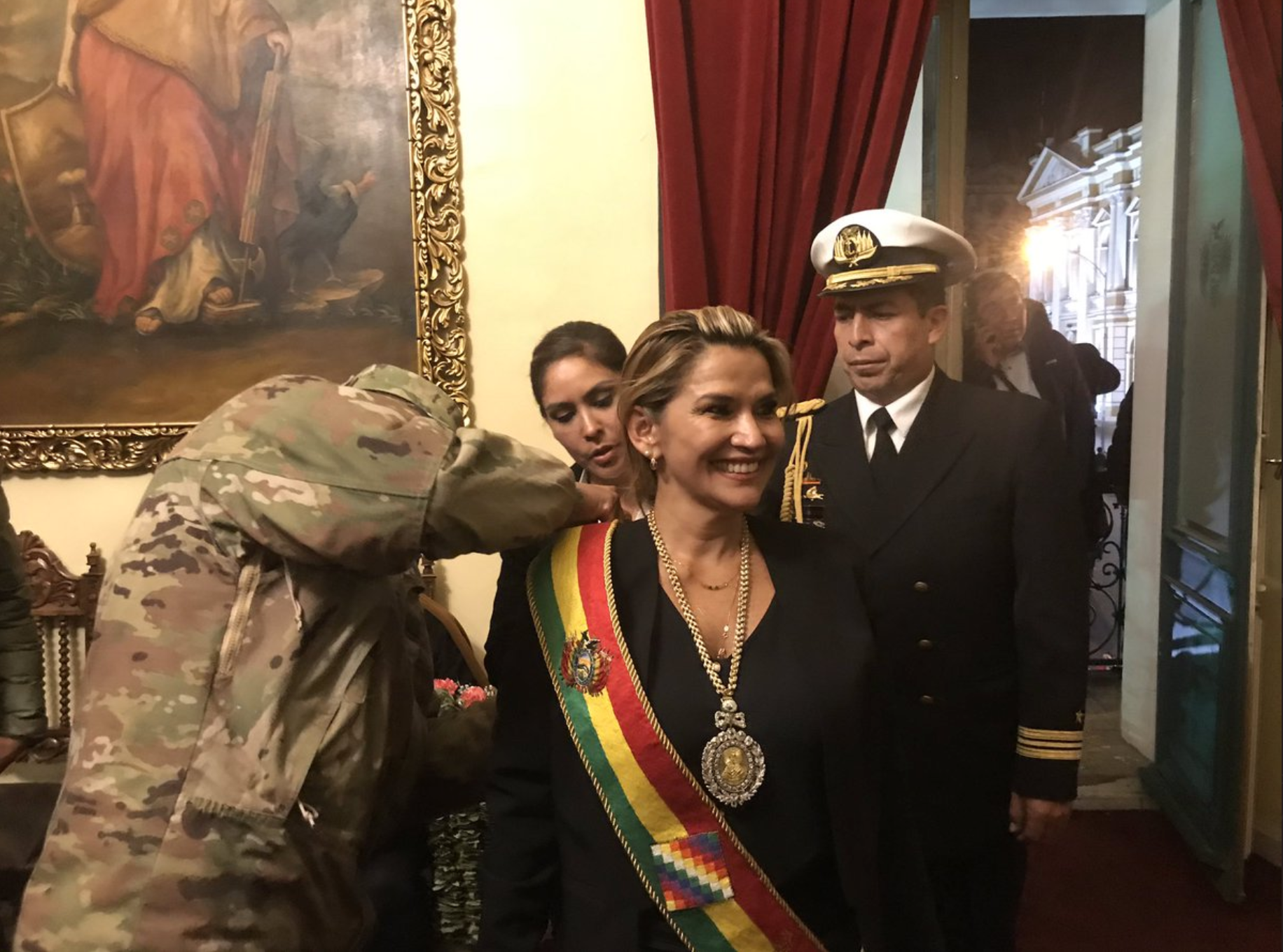
Añez es investida con la banda presidencial por un miembro del Ejército de Bolivia.

Tras su juramento, Áñez se dirigió al Palacio de Gobierno acompañada de una Biblia, entonando después el himno nacional. Ya en el palacio, ofreció declaraciones desde el balcón presidencial, portando la banda presidencial. Poco tiempo después de su investidura, el Tribunal Constitucional Plurinacional reconoció a Áñez como la presidenta constitucional de Bolivia, en contraposición a una supuesta «autoproclamación» de su parte, el cual señaló que «el funcionamiento del órgano ejecutivo de forma integral no debe verse suspendido, por lo que el siguiente en la línea sucesorial asume ipso facto la presidencia». De esta manera, se convirtió en la segunda mujer jefa de Estado en la historia boliviana, luego de Lidia Gueiler Tejada. 
El 13 de noviembre la expresidenta del Senado boliviano Adriana Salvatierra desconoció la proclamación de Áñez como presidente, y afirmó todavía estar en funciones como presidente de la cámara alta, a pesar de haber dimitido el 10 de noviembre, en un anuncio hecho público poco después de leídas las renuncias de los primeros mandatarios. Arguyendo haber estado bajo una supuesta presión de grupos opositores para hacerlo, renuncia que no ha sido tomada por el pleno del Senado para que, según ella, se hiciese efectiva.

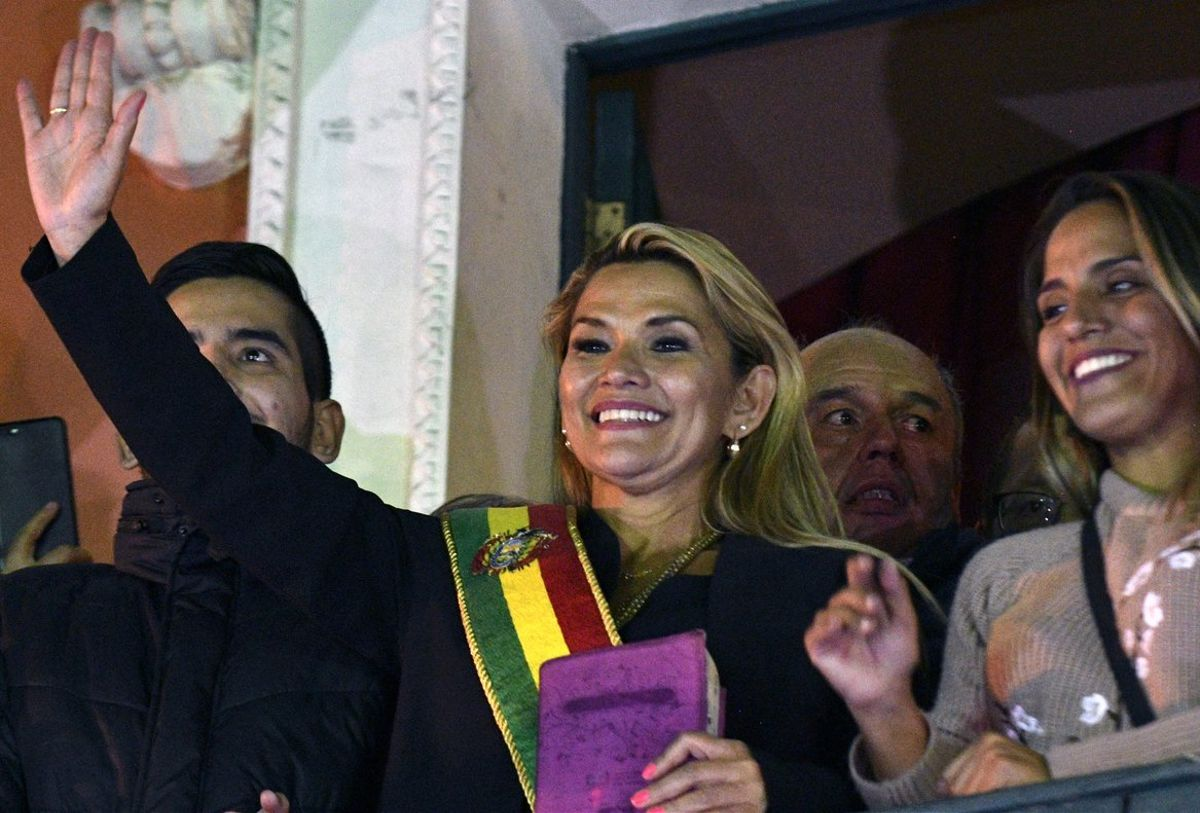
Áñez con la banda presidencial luego de prestar juramento el 12 de noviembre. De izquierda a derecha se observa a su hijo José Armando Ribera Áñez, Jeanine Áñez, su hija Carolina Ribera Áñez, al fondo a Arturo Murillo.

Posteriormente el 20 de noviembre la bancada de ambas cámaras del Movimiento al Socialismo (MAS) reconoció la asunción de Jeanine Áñez en un comunicado, afirmando:

La bancada del Movimiento al Socialismo (MAS) presentó un proyecto de ley excepcional y transitoria para las elecciones nacionales y subnacionales, en el que reconoce que la presidencia Jeanine Áñez surge de la sucesión constitucional; asimismo, señalan que el Presidente y Vicepresidente presentaron su renuncia definitiva y que actualmente cumplen un asilo político en México "habiendo hecho abandono de sus funciones y provocando la vacancia de las misma".

### Gabinete Ministerial de Gobierno

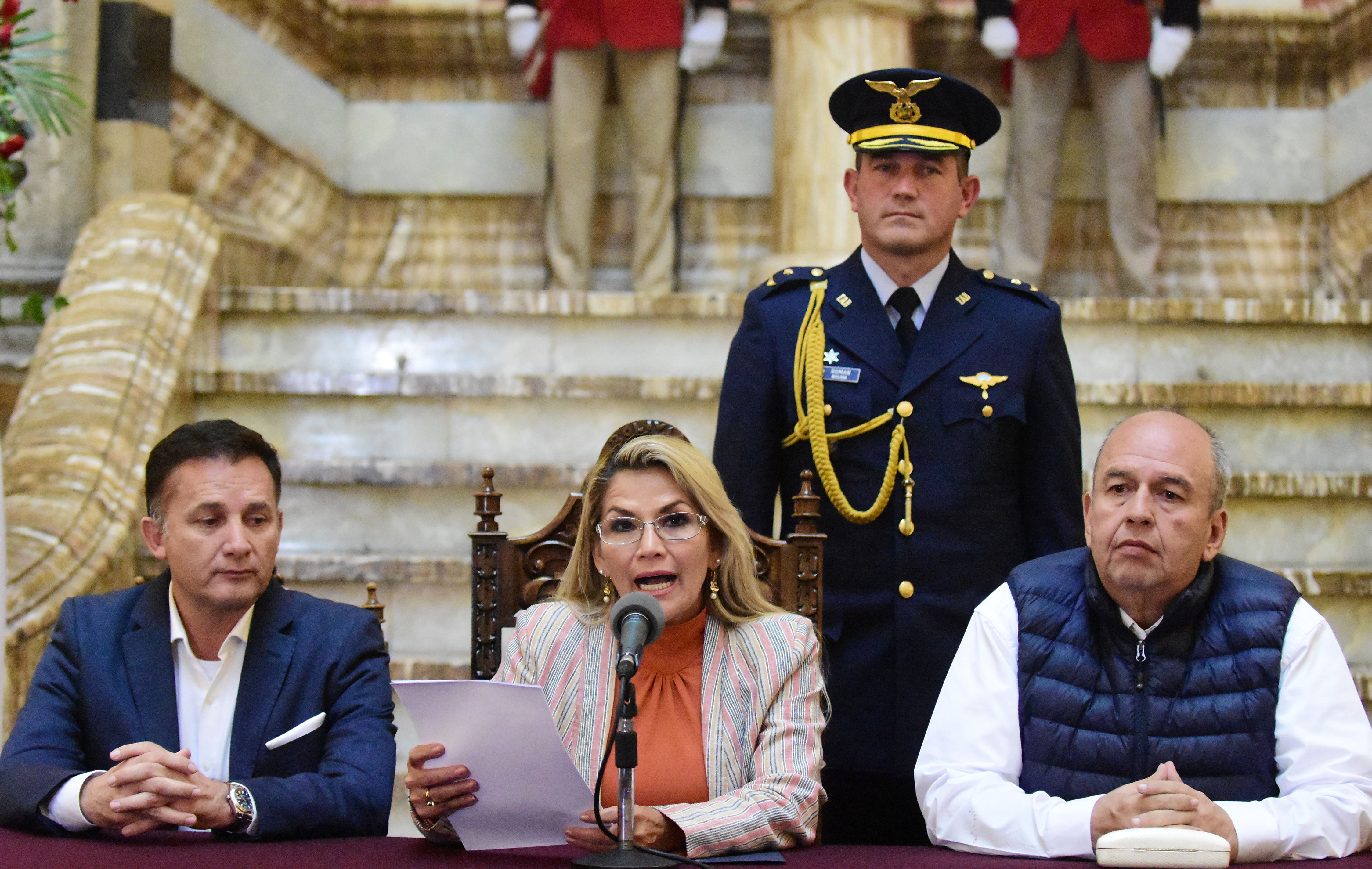
Añez junto a su ministro de Defensa Luis Fernando López y su ministro de Gobierno Arturo Murillo.

El 13 de noviembre nombró a once de los veinte ministros que conforman el gabinete de gobierno del Estado Plurinacional de Bolivia. Áñez, quien tiene control sobre la policía y las fuerzas armadas como presidenta, hizo también modificaciones en la cúpula militar del país, desvirtuando cualquier sospecha de que se trataría de un golpe orquestado por las Fuerzas Armadas. Sus principales ministros incluyeron empresarios prominentes de Santa Cruz de la Sierra. Los nombramientos posteriores de los puestos restantes incluirían a tres miembros indígenas. El último gabinete de Morales había incluido dos personas indígenas.
De los veinte ministros que acompañaban a Jeanine Áñez, solo siete eran políticos de carrera al igual que ella, con una larga trayectoria política, entre ellos estaban: Oscar Ortiz Antelo, Arturo Murillo, Yerko Núñez, Eliane Capobianco, Víctor Hugo Zamora, María Elva Pinckert y Victor Hugo Cárdenas, en cambio los restantes trece ministros eran solamente técnicos.

### Política interior y legislativa

#### Preparativos electorales
El 20 de noviembre de 2019, el gobierno transitorio presentó un proyecto de ley destinado a forjar un camino hacia nuevas elecciones. La ley presentada por el gobierno de Áñez dice que se celebrarán elecciones 120 días después del nombramiento de las nuevas autoridades electorales, mismas que deben ser elegidas en un máximo de 20 días. Una vez en sus cargos, los vocales del Tribunal Supremo Electoral tendrán 48 horas para hacer pública la fecha de los comicios. La ley también establece que al menos dos de los vocales deben ser indígenas y tres de ellas mujeres.
Después del debate en las dos cámaras sobre la ley, se acordó por unanimidad la anulación de los comicios del 20 de octubre y el nombramiento de una nueva junta electoral dentro de los 15 días de su aprobación, allanando el camino para una nueva votación.
El proyecto de ley, aprobado conjuntamente por el MAS y los legisladores anti-Morales, fue aprobado el 23 de noviembre; También prohibió a Morales participar en las nuevas elecciones. A cambio, el gobierno de Áñez acordó retirar a las fuerzas armadas de todas las áreas de protesta (aunque a algunos militares todavía se les permitía quedarse en algunas empresas estatales para "evitar el vandalismo"), revocar su decreto que otorgaba inmunidad al ejército contra el enjuiciamiento penal, liberar a los manifestantes pro-morales arrestados en actos de vandalismo y subversión del orden público, proteger a los legisladores y líderes sociales de los ataques y brindar compensación a las familias de los caídos en el asedio a la planta de Senkata, durante los días de la crisis política. Ella aceptó todo eso poco después.
En una entrevista publicada por el diario boliviano Página Siete, Áñez, rechazó la posibilidad de presentarse como candidata en las elecciones presidenciales que se celebrarán en los próximos meses. Más tarde el ministro de la Presidencia, Yerko Núñez, afirmó de manera oficial que Áñez, ha rechazado la posibilidad de presentarse como candidata en las elecciones. El 20 de diciembre, doce vocales, seis titulares y seis suplentes del Tribunal Supremo Electoral fueron juramentados y días más tarde el vicepresidente del Tribunal Electoral de Bolivia, Óscar Hassenteufel, anunció que las elecciones generales serán el próximo 3 de mayo. El 24 de enero de 2020 tras no llegar a un consenso entre la oposición para disminuir el número de candidaturas y así evitar la fragmentación del voto anti-morales y a pesar de las promesas de Áñez, ella decidiría lanzar su candidatura.
El 31 de diciembre de 2019, su gobierno emitió a la Asamblea Legislativa Plurinacional del país para su aprobación un proyecto que establece el debate público y obligatorio entre los candidatos a la presidencia y vicepresidencia en el marco del proceso preelectoral. El proyecto, que modifica la Ley 026 del Régimen Electoral boliviano, también prevé que los debates sean transmitidos de manera obligatoria y en directo por los medios de comunicación estatales.

#### Contra los feminicidios
La presidenta Áñez declaró el 13 de enero de 2020 que ese año sería el de la lucha contra el feminicidio y el infanticidio, con el fin de frenar la ola de esos ilícitos que golpean a Bolivia. Desde enero, las autoridades registraron 73 feminicidios, convirtiéndose en la cifra más alta desde 2013. Los asesinatos equivalen a una mujer asesinada cada dos días.
En ese contexto, la presidenta anunció un seguimiento exhaustivo a la creación de juzgados especiales para estos casos y criticó a la Justicia por el lento avance de los procesos. Aseguró que el Estado boliviano tiene la obligación de frenar la violencia y evitar más muertes de mujeres y niños bolivianos y que por ello declaraba el año de la lucha contra el feminicidio e infanticidio. La mandataria recordó que de los 117 feminicidios contados en 2019, solo 22 tienen sentencia condenatoria por procedimiento abreviado y 10 fueron cerrados por extinción debido a la muerte del agresor, también dio cuenta de que otra decena tiene una acusación formal, 52 solo imputación y 18 siguen en etapa preliminar. Asimismo, cuatro se rechazaron y en un caso hubo sobreseimiento.
Áñez también ha anticipado un incremento en la partida que se destina del presupuesto del Tesoro General de la Nación para combatir esos delitos y llamó a los ministerios a implementar políticas efectivas, pues consideró "inconcebible" que pese a las leyes que garantizan a las mujeres a tener una vida libre de violencia se les siga asesinando.

#### Emergencia sanitaria ante el COVID-19
El 10 de marzo de 2020 se confirmaron los dos primeros casos de coronavirus en Bolivia y se iniciaron las acciones tendientes al control de la pandemia. Inicialmente se establecieron algunas medidas restrictivas, y el 21 de marzo se decretó la cuarentena total.
El 28 de mayo se estableció la flexibilización de ciertas actividades dando inicio a la llamada "cuarentena dinámica", que luego fue extendida, en una primera instancia hasta el 31 de julio de 2020, y luego hasta fines de agosto del mismo año.
Jeanine Áñez fue cuestionada por las decisiones adoptadas para enfrentar la crisis sanitaria. El 9 de julio de 2020, confirmó por medio de su cuenta de Twitter que había sido diagnosticada con COVID-19 en medio de la pandemia de enfermedad por coronavirus en el país.

#### Medidas económicas
Su gobierno adoptó una política austera, reduciendo las carteras de los ministerios, recortando el gasto y congelando cuentas públicas en tanto se iba operando auditorías de los manejos económicos. Para hacer frente a la crisis de salud, destinó a ese sector un mayor presupuesto y asistió a la población con el pago de unos bonos, así como la cancelación de las facturas de luz, agua y gas domiciliario; mientras duraba el confinamiento por el Covid-19. Aquellas medidas, sin embargo, no eran acompañadas por la Asamblea Legislativa masista; que se rehusaba a perder sus privilegios, negándose incluso a aportar un porcentaje de sus sueldos en favor de la población necesitada; alegando que ellos eran pobres.
La voluntad del gobierno de asistir a la población con nuevos bonos, contrayendo un crédito internacional para ese fin, tropezó con la resistencia del MAS que, desde el Órgano Legislativo, impidió dicho endeudamiento; en un contraste total con su costumbre de allanarle créditos de cualquier origen a Evo Morales, aún sin justificativos de rigor, cerrándose únicamente en la urgencia de realizar las elecciones; sin cuidado por la crisis sanitaria y el riesgo que implicaba los comicios para la población.
Un intento de devolver las acciones de la empresa eléctrica estatal Elfec (nacionalizada en 2010) a la Cooperativa de Teléfonos de Cochabamba, provocó tensiones en el seno del Gobierno y llevó a la dimisión de tres ministros.
Las dificultades financieras que el país debió de enfrentar en la pandemia de Covid-19: falta de hospitales, que no fueron construidos durante la prolongada gestión de Morales. Anteponiéndose las canchas de césped sintético, bajo el criterio de que "entregar una cancha es igual que entregar un hospital", agravaron en forma severa el panorama. El gobierno declaró el estado de calamidad pública para pedir un préstamo de emergencia y la Asamblea Legislativa masista desahució reiteradamente tales iniciativas.

### Política exterior
Durante el comienzo de su gobierno, Jeanine Áñez decidió destituir a más del 80% de todos los embajadores plenipotenciarios de Bolivia que se encontraban en diferentes países a nivel mundial y los reemplazó designando solamente encargados de negocios en dichos países, aunque cabe mencionar que al gobierno le faltó gente (personal diplomático) para enviarlos a otros países.

### OEA
El Gobierno boliviano apoya la reelección de Luis Almagro al frente de la Organización de los Estados Americanos (OEA) en enero de 2020.

#### Médicos cubanos
Vecinos de la ciudad de El Alto detuvieron a cuatro cubanos y los entregaron a la policía bajo denuncias de que estaban pagándoles a simpatizantes del Movimiento al Socialismo (MAS), para que protestaran violentamente en las calles contra el gobierno transitorio. Según la policía, los dos hombres y una mujer viajaban en un vehículo donde la policía halló una mochila con 90 000 bolivianos (poco más de 13 000 dólares); aunque reporteros no oficiales informarían que el total decomisado sumaba más de medio millón de bolivianos, alrededor de 74 000 dólares. Los sospechosos dijeron que tenían ese dinero para pagarles a los médicos cubanos que cumplían misión en Bolivia. Horas más tarde la jefa de la brigada médica cubana en Bolivia, Yoandra Muro fue detenida pero sería liberada tiempo después.
En consecuencia el presidente de Cuba, Miguel Díaz-Canel, anunció la salida inmediata de los 725 miembros de la Brigada Médica Cubana destinados en Bolivia y justificó la decisión por motivos de seguridad. Díaz-Canel denunció el "acoso, expresiones anticubanas, odio y maltrato" al que son sometidos los médicos cubanos que prestan servicio en Bolivia y el canciller cubano Bruno Rodríguez acusó a la embajada de Estados Unidos de que "participa en instigación a la violencia contra médicos cubanos": ignorando que en Bolivia no existe tal embajada desde que Evo Morales la expulsó en 2009. Tras la salida de los médicos cubanos la canciller Karen Longaric afirmaría que: “Ellos saldrán de Bolivia, creo que es oportuna y necesaria esa salida, y creo que esto también va a permitir un trato respetuoso como siempre hubo entre Cuba y Bolivia”.
El ministro de Sanidad del país andino, Aníbal Cruz informó que solamente 205 de los 702 cubanos que estaban en la misión médica en Bolivia tenían título de doctores y tras la revisión de documentos el gobierno determinó que mayoritariamente eran técnicos o choferes; teniendo, en cualquier caso, cierta contextura militar reconocible desde el corte de pelo. Hasta octubre de 2019 el gobierno de Evo Morales gastó cerca de $7.7 millones en mantener la misión médica cubana, según los datos aportados por el gobierno de Áñez. El gobierno ha encargado una auditoría con el fin de conocer en más detalle cómo era usado el dinero que Bolivia pagaba por los profesionales cubanos. Cuba paga a sus médicos en el extranjero apenas el 25 por ciento de lo que recibe de los gobiernos que los contrata. “En vez de ayuda económica al país era un daño, pero beneficiaba económicamente a Cuba”, dijo Cruz. El ministro de salud de Cuba, José Ángel Portal, calificó a las autoridades bolivianas como “golpistas”, y aseguró que mentían en lo relacionado con la titulación de los cubanos. Por su parte, el viceministro de relaciones exteriores de Cuba, Rogelio Sierra Díaz, dijo que “el aporte” de la isla en la salud en Bolivia “no es medible en términos financieros”.
Bolivia cortaría relaciones con Cuba el 24 de enero de 2020, tras acusar a la isla de afectar de manera sistemática la relación bilateral basada en el respeto mutuo, los principios de no injerencia en asuntos internos, la autodeterminación de los pueblos y la igualdad soberana de los Estados pero no obstante el gobierno de Áñez reiteró la disposición del Gobierno de Bolivia de sostener cordiales relaciones.

#### Venezuela
Áñez reconoció a Juan Guaidó como presidente interino de Venezuela en la crisis presidencial venezolana de 2019, 24 horas después de asumir el cargo. Su gobierno interino también cortó las relaciones diplomáticas con el gobierno venezolano de Maduro, dando a sus diplomáticos 72 horas para abandonar el país. Áñez también pidió a Guaidó que designe al nuevo embajador venezolano en Bolivia, "que será reconocido de inmediato por nuestro gobierno".
Un mes después, su gobierno anunció la entrada de Bolivia en el Grupo de Lima. El Ministerio de Relaciones Exteriores boliviano dijo en un comunicado que esperaba "contribuir a una solución pacífica, democrática y constitucional a la crisis en Venezuela, que debe ser guiada por el pueblo venezolano". El mismo mes, el gobierno de Añez anunció que darían refugio a 200 venezolanos "que huyeron de su país por razones de persecución política promovida por el gobierno de Nicolás Maduro".

#### Conflicto con México
El Gobierno de México otorgó el asilo político a Evo Morales, quien renunció a la presidencia de Bolivia presionado por las manifestaciones en su contra y por las Fuerzas Armadas. Tras obtener permiso de las autoridades bolivianas para la entrada del avión mexicano de salvoconducto y tras volar por varios países latinoamericanos, quienes cedieron su espacio aéreo por obligaciones al derecho internacional, el expresidente Evo Morales tocó suelo mexicano alrededor de las 11:09 horas en el tiempo local.
El 14 de noviembre de 2019, Áñez indicó que Morales se ha encargado de hacer 'descalificaciones' desde su llegada a territorio mexicano. El gobierno de Bolivia, amparado en el tratado internacional de Montevideo, suscrito por Bolivia, acusó al expresidente Morales de avivar las protestas desde su exilio en México en contra del gobierno, quien anticipó que haría una presentación a la administración de Andrés Manuel López Obrador. Ante el señalamiento, la Secretaría de Relaciones Exteriores aclaró que México no es parte de dicho tratado y subrayó que la libertad de expresión está garantizada en el artículo 6 de su Carta Magna.
El 20 de noviembre se informaría que el Gobierno Transitorio encabezado por Áñez autorizó la salida de Evaliz Morales Alvarado, hija de Evo Morales, para que pudiera asilarse en México, donde se encontraba su padre desde el pasado 12 de noviembre. Horas después se informaría que la joven que desde el 11 de noviembre se encontraba asilada en la Embajada de México en La Paz, había retirado su solicitud de asilo.

##### El audio filtrado de Evo Morales
El gobierno de Bolivia difundió el 20 de noviembre, un video en el que se escucha al expresidente Evo Morales organizando desde México un bloqueo para agravar el desabastecimiento de combustible y alimentos en la ciudad de La Paz. En un momento, el exlíder cocalero le ordena dividir "al sindicato en cuatro o cinco grupos" para extender el cerco: "Si uno se concentra, se cansa y la gente abandona; pero si son grupos que se turnan, vamos a aguantar el bloqueo".

"Hermano, que no entre comida a las ciudades, vamos a bloquear. Cerco de verdad. Cuando me han expulsado del Congreso en 2002, bloquearon. Ahora me expulsan de Bolivia y hay bloqueo. Vamos a ganar. (...) Si la Asamblea rechaza mi renuncia, voy a intentar como sea volver, aunque me detengan"
Evo Morales

Según el diario El Deber, la grabación fue encontrada en un teléfono celular retenido durante un operativo policial en una ruta cercana a Tiquipaya, en el departamento de Cochabamba, la zona de mayor influencia de Morales. "No es posible que Evo siga enfrentando a bolivianos con bolivianos y ordene que no entre comida. Es un crimen de lesa humanidad", sentenció Murillo, el ministro de Gobierno de Áñez y también indicó que la información que tiene es que esa llamada telefónica se produjo hace tres días y ofreció llevar el video a cualquier laboratorio para demostrar su autenticidad y que es Evo Morales quien habla con el dirigente cocalero identificado como Faustino Yucra Yarhu.
Carlos Trujillo, embajador estadounidense ante la Organización de Estados Americanos, consideró inaceptable el audio y una violación a los términos de la Convención de Viena. El gobierno boliviano presentó ante la fiscalía una denuncia penal contra Morales, exiliado en México, por “sedición y terrorismo”, a raíz del presunto llamado del expresidente a cercar La Paz. México quien numerosas veces fue acusado de violar los acuerdos de Viena y permitir operaciones políticas de Evo, nunca se pronunció sobre el audio. México también está acusado de violar las normas internas de la Comunidad de Estados de América Latina y el Caribe (CELAC) y de violar la Doctrina Estrada mexicana sobre el respeto a la autodeterminación de los pueblos y no intervención en gobiernos o cambios de gobiernos en otros nacionales.

##### Resguardo policial a la embajada de México
Nueve miembros de la administración de Morales se refugiaron en la embajada de México en La Paz desde el 10 de noviembre. Según El País, estos son los exministros Juan Ramón Quintana, Javier Zavaleta, Héctor Arce, César Navarro, Wilma Alanoca y Hugo Moldiz, además del exgobernador de Oruro Víctor Vásquez, el ex viceministro Pedro Dorado y el exdirector de la Agencia de Gobierno Electrónico y Tecnologías de Información y Comunicación (AGETIC), Nicolás Laguna. El ministro del Interior, Arturo Murillo, dijo que a Quintana no se le permitirá salir del país y será encarcelado. Quintana está acusado de sedición, terrorismo y financiamiento del terrorismo; otros cuatro solicitantes de asilo también tienen órdenes de arresto emitidas contra ellos.
La Misión Permanente de México en la OEA detalló en una carta que, desde el 21 de diciembre, se ha observado a unos 150 policías y oficiales de inteligencia bolivianos en la residencia oficial. El canciller mexicano, Marcelo Ebrard, anunció que llevaría la disputa a la Corte Penal Internacional. En respuesta, Murillo defendió el paso hacia la seguridad diciendo: "Obviamente, nuestro deber es cuidar la residencia de los diplomáticos y también cuidar la vida de las personas, sin importar cuán criminales sean o qué relaciones tengan con el Estado". Los manifestantes anti-Morales se han reunido habitualmente en la embajada para exigir que sean entregados a las autoridades. Murillo declaró que la embajadora mexicana misma pidió seguridad adicional, en tres ocasiones separadas, debido a las amenazas de manifestantes de quemar el complejo de la embajada y linchar a Quintana. La Cancillería mexicana reconoció las solicitudes de seguridad pero asegura que la respuesta es "desproporcionada". En respuesta a la amenaza de ser llevado a la Corte Penal Internacional, dijo que Bolivia puede probar que es México quien ha violado los tratados.

#### Incidente con España
El 27 de diciembre de 2019, diplomáticos de España hicieron una visita de cortesía a la embajada de México en La Paz y se retrasaron en su salida debido a la detención de vehículos que debían recogerlos de ese lugar. Según el Ministerio de Relaciones Exteriores de Bolivia, los diplomáticos españoles llegaron a la residencia de México con "personas con el rostro cubierto", que "trataron de entrar subrepticia y clandestinamente" en el complejo. Más tarde se afirmó que estos eran miembros del Grupo Especial de Operaciones de España (GEO). La embajadora mexicana acusó al gobierno de Jeanine Áñez de violar la Convención de Viena sobre Relaciones Diplomáticas.  Longaric respondió diciendo que la presencia de guardias enmascarados y armados despertó la sospecha de los vecinos de que habría un intento de contrabandear a Quintana desde la Embajada a otro lugar. "Ningún país en el mundo podría tolerar lo que sucedió el viernes pasado. En ese caso, la Convención de Viena faculta al Estado anfitrión para declarar a los diplomáticos que violan las reglas de las convenciones en sí mismas personae non gratae", dijo Longaric. En rueda de prensa Áñez proclamó formalmente a la embajadora mexicana persona non grata y le dio 72 horas para abandonar el país y México retiró oficialmente a su embajadora.
El 30 de diciembre, la ministra del Interior, Olga Sánchez Cordero, dijo que México no tiene intención de romper las relaciones diplomáticas con Bolivia.

#### Unión Europea
El 2 de enero, representantes de la Unión Europea se reunieron con la ministra de Asuntos Exteriores, Karen Longaric. El jefe adjunto de la delegación de la Unión Europea, Jörg Schreiber, describió sus conversaciones con Longaric como "abiertas y constructivas" y la relación con el gobierno interino como "muy buena". Longaric dijo que tenía la comprensión y el apoyo de los embajadores de la UE con respecto a los eventos en la Embajada y expresaron su apoyo a la misión del gobierno interino hacia nuevas elecciones.

#### Argentina
Las tensiones en las relaciones bilaterales entre Bolivia y Argentina comenzaron poco después del inicio de la gestión de Jeanine Áñez al frente del Poder Ejecutivo. Un grupo de periodistas argentinos pertenecientes a A24, Crónica TV, Telefé Noticias y TN se trasladó a Bolivia a los fines de desarrollar su tarea profesional y fueron descubiertos falsificando noticias, tomando fotografías de escenas fabricadas por ellos mismos; como si del rodaje de una película se tratase. En diferentes situaciones, los periodistas fueron amenazados, agredidos y perseguidos. Roxana Lizárraga, recientemente nombrada a cargo del Ministerio de Comunicación, acusó de "sedición" a los periodistas y afirmó que ya estaban identificados. Una vez hecha pública la situación, la cancillería argentina solicitó a las autoridades en ejercicio del poder en Bolivia «velar por la seguridad e integridad física de los medios argentinos». Los equipos de trabajadores de prensa buscaron refugio en la embajada argentina. El entonces embajador expresó su preocupación acerca de su seguridad, y finalmente fueron evacuados pocas horas después. A raíz de estos episodios, la Asociación Internacional de Radiodifusión (AIR), la organización Reporteros sin Fronteras (RSF), la Sociedad Interamericana de Prensa (SIP) y la Asociación de Entidades Periodísticas Argentinas (ADEPA) expresaron su preocupación y repudio.
La llegada de Evo Morales a territorio argentino se produjo dos días después de la toma de posesión de Alberto Fernández como presidente de Argentina. Fernández había invitado a Morales al país y según el canciller Felipe Solá, se le había pedido al expresidente el compromiso de no realizar declaraciones políticas durante su estancia en Argentina en calidad de refugiado político. Poco después esa restricción fue anulada. Santiago Cafiero, Jefe de Gabinete de Ministros de Argentina expresó que un refugiado político tiene «los mismos derechos que un ciudadano argentino, con lo cual tiene libertad de expresión, de declarar, de pensar y decir lo que quiera. Nosotros no le vamos a restringir sus libertades», y las autoridades argentinas manifestaron su apoyo a las reuniones con simpatizantes y otras actividades políticas que Morales decidiera realizar en Argentina.
Ante las declaraciones políticas realizadas por Evo Morales, el gobierno de Áñez calificó de "muy delicada" la relación con Argentina y anunció a través de la ministra de Relaciones Exteriores de Bolivia Karen Longaric que «Vamos a consultar —a la Organización de las Naciones Unidas (ONU)— si está permitido que los refugiados emitan opiniones de carácter político o realicen actos que pongan en peligro la estabilidad del país que los persigue». En caso de recibir una respuesta convincente de la oficina del Alto Comisionado de las Naciones Unidas para los Refugiados (ACNUR), han amenazado con enviar una "queja formal" al Gobierno argentino.
El expresidente Morales fue objeto de otra controversia diplomática entre Bolivia y Argentina, ahora por "usurpar funciones" y sedición en contra de Áñez, luego de haber entregado el 23 de diciembre una obra pública desde su refugio en Argentina por vía telefónica. En consecuencia se interpuso una demanda penal contra Morales y el subgobernador de la provincia de O'Connor, Walter Ferrufino ante un tribunal por el abogado Omar Durán.
La tensión volvería a surgir tras las polémicas declaraciones de Evo Morales quien habló de «organizar milicias armadas del pueblo como las que tiene Venezuela», en caso de que se pudiera dar su retorno al país. Jeanine Áñez, dijo que el expresidente Evo Morales tiene una “obsesión por el poder” y que sus comentarios desde Buenos Aires son una “injerencia absoluta” y la presidenta del Senado Eva Copa, calificó de «inadecuadas las amenazas». Tras las declaraciones, un grupo de siete diputados del bloque de la Unión Cívica Radical presentó un proyecto para retirar el carácter de refugiado al exmandatario. La iniciativa fue calificada de «decisión unilateral» por Federico Storani, y como una «sobreactuación» a fin de «disputarle el liderazgo de la oposición al PRO» por Ricardo Alfonsín; la propuesta fue desistida poco después.

### Reconocimiento internacional

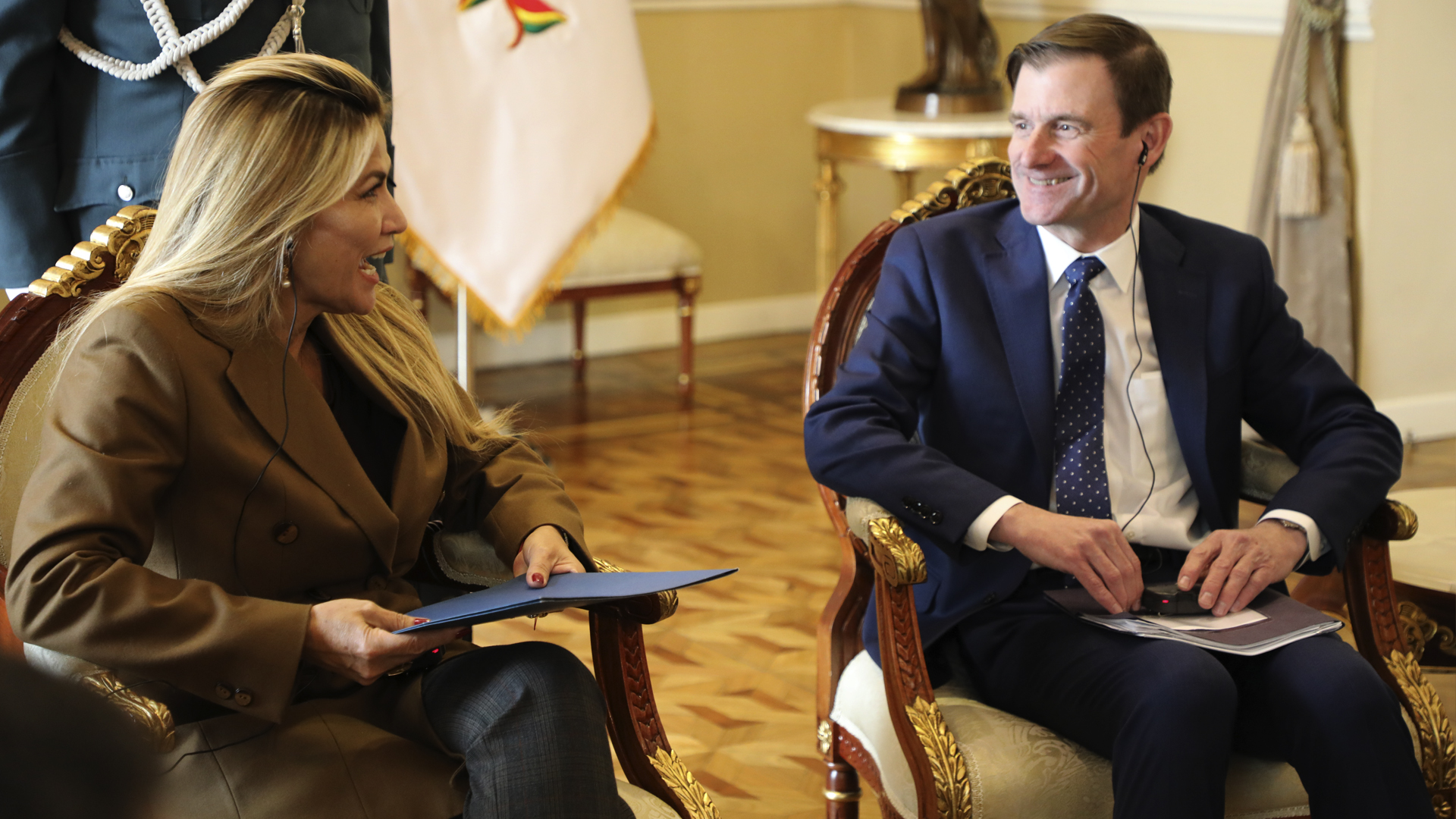
La presidenta Áñez junto al subsecretario de Estado para Asuntos Políticos de los Estados Unidos David Hale el 21 de enero de 2020; el país norteamericano informó que enviaría un embajador a Bolivia luego de diez años.

Estados Unidos reconoció la presidencia de Áñez el 13 de noviembre de 2019, mostrando su interés en trabajar con su gobierno para organizar elecciones en la nación. También lo hizo Brasil, donde su presidente Jair Bolsonaro felicitó a Áñez por su asunción, a la que calificó de constitucional, enfatizó en la necesidad de realizar elecciones en Bolivia. De la misma forma, Reino Unido manifestó: «Le damos la bienvenida al nombramiento de la Sra. [Jeanine] Áñez y a su declaración de llamar a elecciones pronto», e instando a los partidos políticos a apoyar esfuerzos que lleven la calma en Bolivia y de realizar comicios presidenciales. Asimismo, Colombia mediante su cancillería mostró su reconocimiento a Áñez como presidenta, el mismo día 13 de noviembre. La embajadora de México en Bolivia afirmó que su país —que dio asilo a Evo Morales y a exfuncionarios de su gobierno— no reconoce a Áñez como mandataria boliviana. Por su parte, Rusia, pese a reconocer la presidencia de Áñez, indicó que ello no debía necesariamente ser considerado un proceso legítimo, sino más bien aseguró que el único poder con legitimidad sería el que se diese después de convocadas nuevas elecciones. Costa Rica no mostró una postura en cuanto al reconocimiento de su investidura. Argentina decidió esperar hasta que la Asamblea Legislativa de ese país (con mayoría del Movimiento al Socialismo, de Morales) le otorgue esa investidura, si bien se expresó que toma a Áñez como «referencia de autoridad». En tanto, Uruguay y Cuba desconocieron su mandato, el primero, señalo que «sólo reconoce presidentes surgidos de elecciones», y el segundo, el presidente Miguel Díaz-Canel calificó a la situación como «cobarde golpe de estado».

### Imagen pública
Una encuesta de la Universidad Mayor de San Andrés realizada a 557 236 personas arrojó que el 56 % de los encuestados reconoce al gobierno de Áñez como «legal y legítimo». Otro sondeo de Página Siete ubicó la aceptación de la presidencia de Áñez en un 51 %.

## Detención y condena

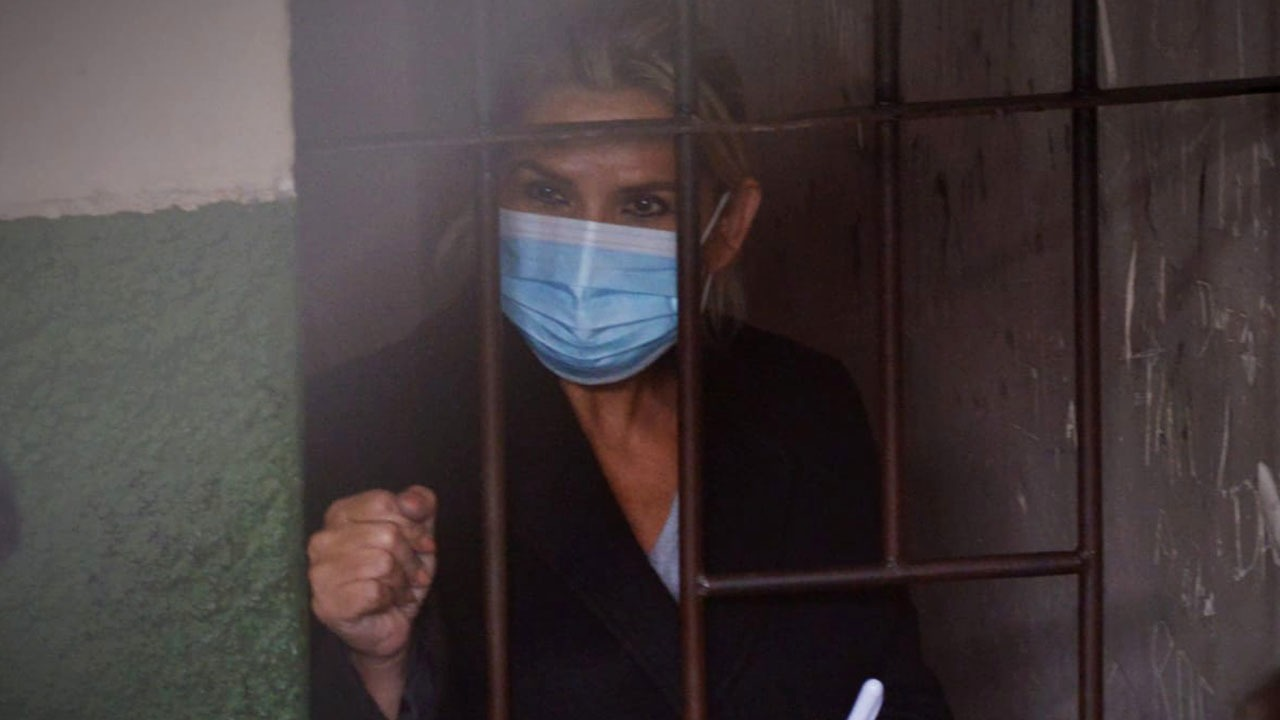
Áñez en detención preventiva (2021).

El 12 de marzo de 2021, fue detenida de forma sorpresiva por orden de la Fiscalía de Bolivia en medio de elecciones departamentales, y sin ser avisada que formaba parte de un juicio.  También fueron detenidos Álvaro Coímbra, exministro de Justicia y Rodrigo Guzmán, exministro de Energía, por los presuntos delitos de «sedición, terrorismo y conspiración», debido a su participación en los hechos de 2019 que resultaron en la renuncia de Evo Morales, y que fueron calificados como «golpe de Estado». A la vez, la fiscalía emitió órdenes de arresto contra los exministos de Gobierno Arturo Murillo, Yerko Núñez, Fernando López y otros exjefes militares y policiales. La oposición calificó el proceso de «persecución política» y pidió apoyo a la Unión Europea (UE) y la OEA, sin éxito.
En agosto de 2021, los abogados a cargo de la defensa de Áñez realizaron una presentación ante la CIDH a fin de que este organismo solicitara al Poder Judicial de Bolivia la aplicación de medidas cautelares, con el objetivo de obtener el beneficio de la prisión domiciliaria. La presentación se fundamentaba en el supuesto deterioro de la salud de Áñez y la imposibilidad de realización de los tratamientos médicos necesarios para su recuperación. En octubre la CIDH rechazó la solicitud y cerró el expediente, instando al gobierno boliviano a que «continúe garantizando a Áñez las condiciones dignas de detención, en cumplimiento con los estándares interamericanos mínimos».

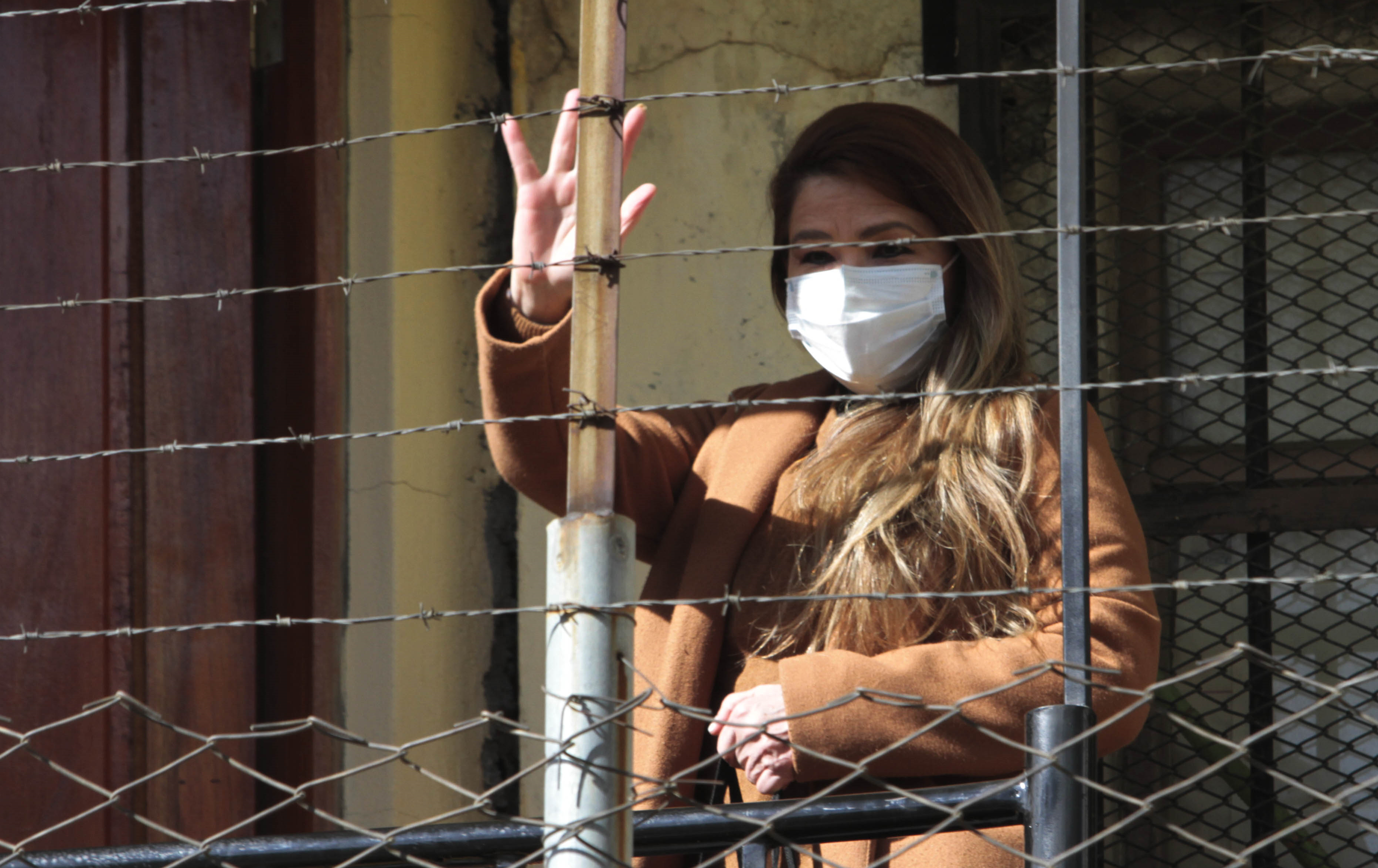
Áñez en prisión (2022).

El 10 de junio de 2022, en el marco de la causa denominada «Golpe de Estado II», el Tribunal Primero de Sentencia Anticorrupción de La Paz condenó por diez años de prisión a Áñez por los delitos de «resoluciones contrarias a la Constitución y las leyes e incumplimiento de deberes» cuando asumió el poder en 2019. Dicha sentencia fue criticada por la oposición y la Human Rights Watch, quienes tildaron la justicia de «parcializada». Posteriormente el relator especial de la ONU, Diego García-Sayán, (quien visitó Bolivia en febrero de 2022 para conocer y evaluar el sistema judicial y su independencia) comentó en su informe que el caso de Áñez «pone de manifiesto temas estructurales de la administración de justicia como la generalización de la detención preventiva», y pidió que se llevé «un juicio justo» a la expresidenta.
El 28 de junio, el entonces presidente brasileño, Jair Bolsonaro, anunció que estaba trabajando para ofrecerle asilo político a Áñez.

## Posiciones políticas
Su gobierno tuvo bases centristas y demócratas cristianas que colindaban con políticas de centroderecha debido a su transversalidad política, incorporando el conservadurismo liberal y el republicanismo. En cuanto en lo económico fue austera debido a la crisis sanitaria, por lo que aplicó medidas socioliberales o de tercera vía. Fue definida como una política de ideología conservadora por ser crítica con el gobierno de Evo Morales, por su acercamiento al gobierno de Jair Bolsonaro y al de Donald Trump, y también por cortar relaciones diplomáticas con Cuba y Venezuela. Ha expresado su simpatía por el Partido Demócrata de Estados Unidos y en las elecciones estadounidenses de 2016 dio su respaldo a la candidata demócrata Hillary Clinton.

### Servicios penitenciarios
A principios de 2019, Áñez pidió una investigación sobre los guardias de la prisión de Beni después de hablar con las víctimas de violación y abuso por parte de los guardias. Su objetivo era establecer un precedente para introducir una nueva legislación que espera aprobación.

### Religión
Áñez fue bautizada como cristiana católica pero se define como evangélica, durante su asunción como presidente levantó una gran Biblia; The Guardian describió esto como una «reprimenda explícita» a Morales, quien mantuvo una relación tensa con la Iglesia Católica y expresó su apoyo a las tradiciones religiosas indígenas. Bajo Morales, una nueva Constitución fue aprobada por referéndum que otorgó al cristianismo el mismo estatus que otras religiones. Una encuesta de 2018 encontró que el 70% de los bolivianos se identificaron como católicos y el 17,2% como protestantes de alguna forma, y el 9,3% no eran religiosos. El analista político Carlos Cordero afirma que «ella es una creyente, pero no usa su religiosidad políticamente, la expresa, la vive».

### Controversias
Alrededor del 41% de la población de Bolivia se autopercibe como indígena y la población a menudo encuentra discriminación con respecto a su condición social en Bolivia, principalmente relacionada con la pobreza y el origen étnico. Después de la elección de 2006 de Evo Morales, aumentó la polarización entre los pueblos indígenas y ciudadanos mestizos o descendientes de europeos, a medida que el sistema político de Bolivia pasó de la política de izquierda a derecha a la política urbano-indígena.

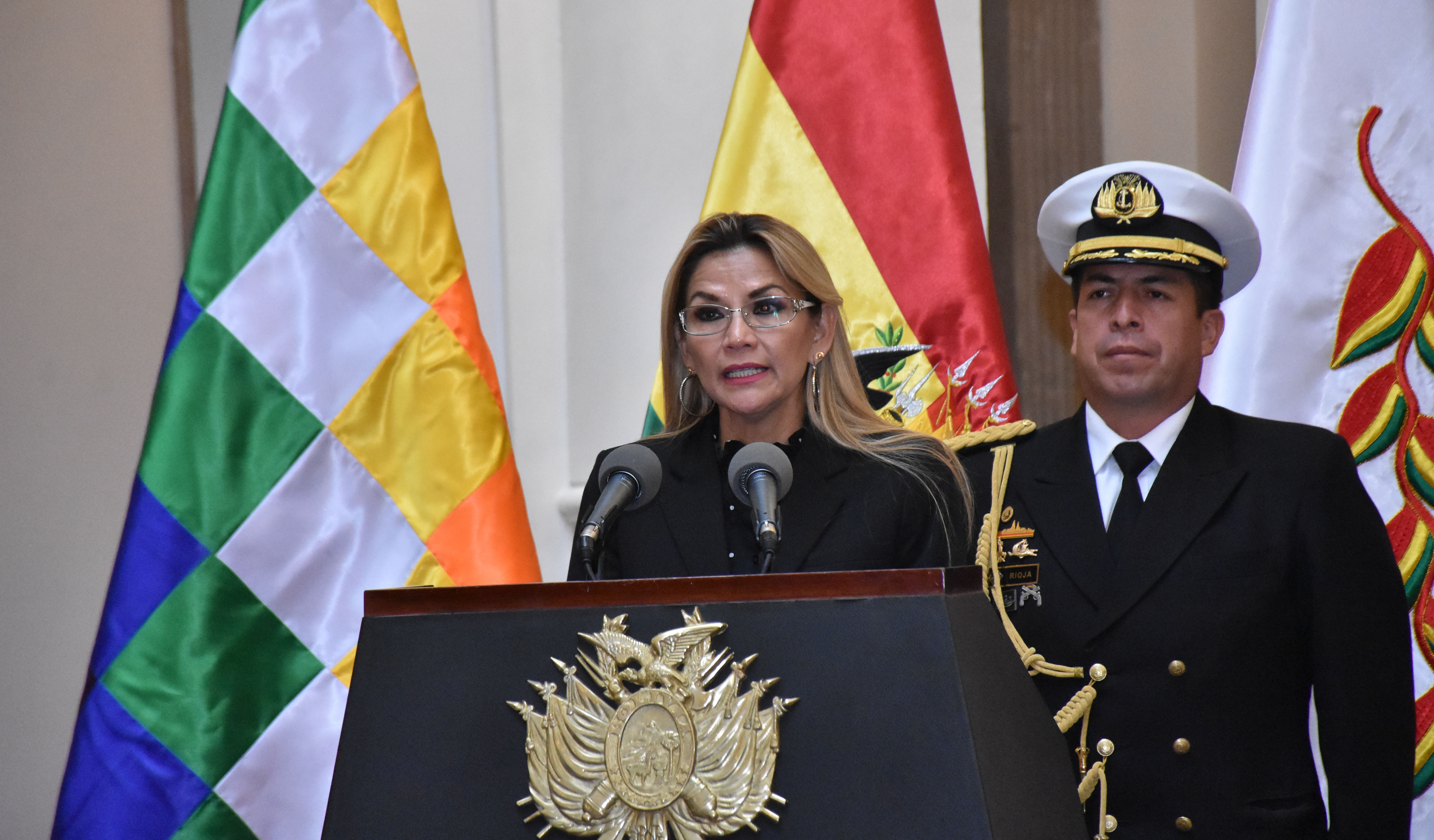
El gobierno de Añez, incluyó a la bandera del patujú, al lado de derecho de la Wiphala y la bandera de Bolivia.

Se acusó a Áñez de haber emitido comentarios despectivos través de las redes sociales, hacia los pueblos indígenas que han sido descritos como "racistas" por The Guardian, "antiindígenas" por Agence France-Press, y "provocativos" por The New York Times. En Twitter, Áñez calificó a la celebración del Año Nuevo del pueblo aimara como "satánica" y dijo que "nadie puede reemplazar a Dios", e implicó que los indígenas no eran genuinos por usar zapatos.  Más tarde dijo: "He visto un par de tuits que nunca escribí y que ya dijimos que eran falsos" y que nunca hizo comentarios "mal intencionados".
Como presidenta en funciones, Áñez declaró que mantendría la Wiphala, la bandera de las comunidades indígenas bolivianas, como una bandera cooficial de Bolivia, como lo había estado bajo el gobierno de Evo Morales, declarando que estaba comprometida con la tarea fundamental de "destacar la unidad [de la] "plural y diversa" nación de Bolivia": pese al claro propósito étnico y secesionista de dicho emblema aimara. Además de la Whipala, el gobierno usó oficialmente la bandera de la flor de patujú, mostrándose prominentemente. El patujú es un símbolo de los pueblos indígenas orientales de Bolivia y de Santa Cruz. Esta bandera también fue adoptada por la oposición indígena a Morales durante las protestas del TIPNIS. El 26 de noviembre de 2019, representantes de la comunidad indígena le otorgaron un poncho rojo (una prenda andina tradicional que usan los líderes de la comunidad) en la investidura de Rafael Quispe como director del Fondo para el Desarrollo Indígena.